# ラファウ・ブレハッチ
ラファウ・ブレハッチ（ポーランド語: Rafał Blechacz;[ˈrafaw ˈblɛxat͡ʂ] ( 音声ファイル), 1985年6月30日 - ）は、ポーランドのピアニスト。2005年の第15回ショパン国際ピアノコンクール優勝者である。

## 略歴
ポーランドのクヤヴィ・ポモージェ県にあるナクウォ・ナド・ノテチョン（人口約2万人）にて、敬虔なクリスチャンの家庭に生まれる。両親とも音楽家ではないが、ブレハッチは幼い時から教会のオルガンを弾くようになり、教会牧師の勧めで4歳からオルガンを、5歳からピアノを始めた。クヤヴィ・ポモージェ県の県都ブィドゴシュチュ（ビドゴシチ）にあるルービンシュタイン音楽学校を卒業後、フェリクス・ノヴォヴィエイスキ音楽大学に学び、カタジーナ・ポポヴァ＝ズィドロン教授に師事した。
青少年のためのポーランド・ショパンコンクール第2位（1999年）、アルトゥール・ルービンシュタイン国際青少年ピアノ・コンクール第2位（2002年）などを経て、2003年の第5回浜松国際ピアノコンクールで初めて国際コンクールに参加した。浜松国際コンクールでは、1位該当なしの2位に入賞する。コンクール参加時点まで、ブレハッチの自宅のピアノはアップライトであったため、これを知ったワルシャワ市が日本へ出発する前の2か月間、彼にグランドピアノを貸与したという逸話が残っている。2位入賞の獲得賞金で、彼は初めて自分のグランドピアノを買うことができた。浜松コンクールの翌年、2004年に第4回モロッコ国際ピアノコンクールで優勝する。
2005年10月、ラファウ・ブレハッチは第15回ショパン国際ピアノコンクールで優勝した。彼は同時に、マズルカ賞（ポーランド放送）・ポロネーズ賞（ポーランド・ショパン協会）・コンチェルト賞（ワルシャワ管弦楽団）・ソナタ賞（クリスティアン・ツィマーマン）も併せて総なめにした。同コンクールで「2位なし」の審査結果が出たのは史上初の出来事であった。ポーランド人の優勝者は、1975年の第9回コンクールを制したツィマーマン以来6回目（30年ぶり）となる。
ブレハッチは雰囲気がショパンに似ていると指摘されるが、これは2005年のショパンコンクールでも話題になった。

## 録音・演奏活動について
2006年、ブレハッチはドイツ・グラモフォンと専属契約を締結した。ポーランド人の演奏家が同社と専属契約を結んだのは、先輩ピアニストのクリスティアン・ツィマーマン以来2人目となる。2007年10月、CDデビュー盤としてショパンの『前奏曲集』が発売された。

## 日本との関係
ブレハッチはショパン・コンクール優勝後も、2006年・2007年・2009年に来日公演を行った。2007年来日公演時のインタビューで、彼は「バッハのオルガン曲に魅せられて、音楽の探究を始めた」と語っている。

## 受賞歴
- 青少年のためのポーランド・ショパンコンクール第2位（1999年）
- アルトゥール・ルービンシュタイン国際青少年ピアノ・コンクール第2位（2002年）
- 第5回浜松国際ピアノコンクール第2位（1位該当なし、2003年）
- 第4回モロッコ国際ピアノコンクール優勝（2004年）
- 第15回ショパン国際ピアノコンクール優勝（2005年）